# Micrurus petersi
Micrurus petersi là một loài rắn trong họ Rắn hổ. Loài này được Roze mô tả khoa học đầu tiên năm 1967.